# Karinainen
Karinainen est une ancienne municipalité de la province de Finlande propre, en Finlande. Elle a été intégrée au début 2005 par la municipalité de Pöytyä. La densité de population était de 26,73 habitants par kilomètre carré.
À l'origine, Karinainen était formé de petite communautés nommées Karinainen, Kiukainen, Kyrö, Mäenpää, Närppi, Suutarla et Tilkanen.